# Chuckie's Back
Chuckie's Back is de zeventiende aflevering van het tweede seizoen van het tienerdrama Beverly Hills, 90210, die voor het eerst werd uitgezonden op 12 december 1991. De titel van de aflevering geeft een referentie naar de horrorfilm Child's Play 2: Chucky's Back (1990).

## Verhaal
Steve is razend wanneer hij ontdekt dat Chuck Wilson is teruggekeerd naar Beverly Hills. Chuck speelde tien jaar geleden de zoon van Steves moeder in de televisieserie "Hartley House". Hij maakte destijds het leven van Steve zuur en liet hem boeten voor zijn eigen daden. Hij is tien jaar later nog niets veranderd en gaat al snel achter Kelly aan. Steves moeder wil dolgraag een reünieshow doen en Chuck is de enige die nog moet toestemmen om hem dit te laten doen. Daarom eist ze dat Steve Chuck aardig en met respect behandelt. Nadat Chuck in het bijzijn van Brandon, die het gesprek opneemt, tegen Steve vertelt altijd al te hebben geweten dat Steve geadopteerd was en vervolgens zijn moeder afkraakt, belanden Steve en Chuck in een gevecht. Chuck chanteert de show niet te doen als Steve de waarheid vertelt aan de directeur, waardoor Steve de schuld op zich neemt. Eenmaal thuis wordt zijn moeder razend op hem als ze hoort dat hij met Chuck heeft gevochten. Hierdoor confronteert Steve zijn moeder met het feit dat ze haar carrière altijd op de eerste plaats heeft gezet. Ook vertelt hij de waarheid over Chucks persoonlijkheid. Niet veel later trekt ze zich uit liefde voor haar zoon terug uit de reünieshow.
Ondertussen wordt Donna geplaagd door haar vrienden, omdat ze een hechte band heeft met David. Wanneer hij haar mee uit vraagt naar een schoolfeest, houdt ze zich door die plagerijen eerst nog gedeisd. Uiteindelijk geeft ze haar gevoelens toe en zoent hem op het feest. Steve vertelt op dat moment aan zijn moeder dat hij zijn biologische moeder wil ontmoeten. Ze vertelt hem dat zijn moeder hem heeft afgestaan in Albuquerque. Steve besluit er na het feest heen te gaan. Hij neemt eerst nog afscheid van zijn vrienden, die inmiddels Chucks ware aard hebben ontdekt en allemaal achter Steves keuze staan.

## Rolverdeling
- Jason Priestley - Brandon Walsh
- Shannen Doherty - Brenda Walsh
- Jennie Garth - Kelly Taylor
- Ian Ziering - Steve Sanders
- Gabrielle Carteris - Andrea Zuckerman
- Luke Perry - Dylan McKay
- Brian Austin Green - David Silver
- Tori Spelling - Donna Martin
- Carol Potter - Cindy Walsh
- James Eckhouse - Jim Walsh
- Joe E. Tata - Nat Bussichio
- Matt Nolan - Chuck Wilson
- Christine Belford - Samantha Sanders
- Miko Hughes - Jonge Chuckie
- Scott Jaeck - Mr. Chapman
- Barry Pearl - Norman
- Andy Hirsch - John Griffin